# Eleccions legislatives noruegues de 1965
Les eleccions legislatives noruegues de 1965 se celebraren el 13 de setembre de 1965 per a renovar els 155 membres del Storting, el parlament de Noruega. Els més votats foren els laboristes noruecs, però es formà un govern de coalició de dretes dirigit pel centrista Per Borten, qui fou nomenat primer ministre de Noruega.

## Resultats
|         |                                                          |       |        |          |        |  |
| Partits | Partits                                                  | Vots  | Vots   | Escons   | Escons |  |
| Partits | Partits                                                  | %     | ± %    | #        | ±      |  |
|         | Partit Laborista Noruec (Det norske Arbeiderparti)       | 43,1  | -3,6   | 68 / 150 | 6      |  |
|         | Partit Conservador (Høyre)                               | 20,3  | +1,0   | 31 / 150 | 2      |  |
|         | Partit Liberal (Venstre)                                 | 10,2  | +3,0   | 18 / 150 | 4      |  |
|         | Partit de Centre (Senterpartiet)                         | 9,4   | +2,6   | 18 / 150 | 2      |  |
|         | Partit Democristià (Kristelig Folkeparti)                | 7,8   | -1,5   | 13 / 150 | 2      |  |
|         | Partit Popular Socialista (Sosialistisk Folkeparti)      | 6,0   | +3,6   | 2 / 150  | =      |  |
|         | Partit Comunista de Noruega (Norges Kommunistiske Parti) | 1,4   | -1,5   | 0        | 0      |  |
|         | Partit Democràtic de Noruega (Norges Demokratiske Parti) | 0,009 | +0,009 | 0        | -      |  |
|         | Frihetsvernet                                            | 0,008 | +0,008 | 0        | -      |  |
|         | Total                                                    | 100%  | 100%   | 100%     | 155    |  |